# 諾德里、蘇德里、奧斯特里和威斯特里
諾德里（Norðri，Nordri）、蘇德里（Suðri，Sudri）、奧斯特里（Austri）和威斯特里（Vestri）是北歐神話中的四名侏儒，關於他們的故事出現在《散文埃達》（Prose Edda）中。神話中提到，天空是（Ymir）的頭蓋骨做的，而這四名侏儒就負責在四個角落撐住天空：諾德里在北方（north）、蘇德里在南方（south）、奧斯特里在東方（east）、威斯特里在西方（west）。